# ناتانیل اتکینسون
ناتانیل اتکینسون (انگلیسی: Nathaniel Atkinson؛ زادهٔ ۱۳ ژوئن ۱۹۹۹) بازیکن فوتبال اهل استرالیا است.
از باشگاه‌هایی که در آن بازی کرده‌است می‌توان به باشگاه فوتبال ملبورن سیتی اشاره کرد.
وی همچنین در تیم‌های ملی فوتبال زیر ۲۳ سال استرالیا، و استرالیا بازی کرده‌است.